# 維尼亞克山 (坦塔區)
12°05′07″S 76°01′45″W / 12.08528°S 76.02917°W
維尼亞克山（Wiñaq），是秘魯的山峰，位於該國中南部利馬大區，由堯約斯省的坦塔區負責管轄，屬於秘魯中部山脈的一部分，海拔高度4,800米。